# Cheddar Reservoir
Cheddar Reservoir är en reservoar i Storbritannien.   Den ligger i grevskapet Somerset och riksdelen England, i den södra delen av landet, 190 km väster om huvudstaden London. Cheddar Reservoir ligger 11 meter över havet. Arean är 0,87 kvadratkilometer. Trakten runt Cheddar Reservoir består i huvudsak av gräsmarker. Den sträcker sig 1,1 kilometer i nord-sydlig riktning, och 1,1 kilometer i öst-västlig riktning.
Följande samhällen ligger vid Cheddar Reservoir:
- Axbridge (2 070 invånare)